# Allsvenskan i ishockey 1994
Allsvenskan i ishockey 1994 spelades mellan de två bästa lagen från respektive grundserie i Division 1 1993/1994 samt de två sämst placerade lagen i grundserien i Elitserien 1993/1994, sammanlagt tio lag. Allsvenskans två främsta lag gick vidare till den Allsvenska finalen, lag tre och fyra gick direkt till Playoff 3, lag 5–8 gick vidare till Playoff 2 medan de två sista lagen var färdigspelade för säsongen och kvalificerade för Division I nästa säsong.
Inför seriestarten var elitserielaget Färjestad från Karlstad storfavorit och de flesta tippade Solnalaget AIK som det andra laget som skulle gå till final, men Björklöven (från Umeå) och Huddinge hade också sina supporters. Färjestad inledde dock med oavgjort mot Huddinge och sedan i tredje omgången mot Björklöven. Däremellan förlorade man mot Boden. Först i den fjärde omgången mot Norrköpingslaget Vita Hästen kom den första segern. Den svaga inledningen gjorde att Färjestad under OS-uppehållet beslutade sig för att byta tränare. Jörgen Palm fick stiga tillbaka för Per Bäckman som fick ordning på spelet och kunde föra laget till serieseger även om det bara blev fyra måls skillnad till tvåan.
Det andra Elitserielaget, Björklöven, gjorde betydligt sämre från sig. Redan när Elitseriesäsongen startade stod det klart att "Löven" inte hade de ekonomiska resurserna som behövdes för att värva nya spelare. Till sist slutade man sjua och fick nöja sig med en plats i Playoff 2. Andraplaceringen togs istället överraskande av Bodens IK som förra säsongen slutat sist i Allsvenskan. Till denna säsong hade laget byggt på sig 150 kilo muskler och en massa självförtoende under tränarduon Niklas Wikegård och Ulf Taavola och det räckte för en plats i allsvenska finalen.
Den andra favoriten, AIK, spelade inte så stabilt som förväntat. Förluster mot Troja och Örebro bidrog till att dra ner resultatet som till slut blev en tredjeplacering och en plats i Playoff – där man trots allt kom tillbaka och gjorde säsongen till en succé.

## Tabell
| Nr | Lag              | S  | V  | O | F  | GM | IM | MS  | P  |
| -- | ---------------- | -- | -- | - | -- | -- | -- | --- | -- |
| 1  | Färjestads BK    | 18 | 11 | 5 | 2  | 75 | 36 | +39 | 27 |
| 2  | Bodens IK        | 18 | 13 | 1 | 4  | 76 | 41 | +35 | 27 |
| 3  | AIK              | 18 | 10 | 4 | 4  | 72 | 52 | +20 | 24 |
| 4  | Huddinge IK      | 18 | 9  | 4 | 5  | 65 | 48 | +17 | 22 |
| 5  | Mora IK          | 18 | 6  | 5 | 7  | 54 | 65 | −11 | 17 |
| 6  | IF Troja-Ljungby | 18 | 6  | 4 | 8  | 52 | 65 | −13 | 16 |
| 7  | IF Björklöven    | 18 | 5  | 4 | 9  | 51 | 65 | −14 | 14 |
| 8  | IK Vita Hästen   | 18 | 5  | 3 | 10 | 46 | 66 | −20 | 13 |
| 9  | Örebro IK        | 18 | 5  | 2 | 11 | 57 | 71 | −14 | 12 |
| 10 | Team Kiruna IF   | 18 | 2  | 4 | 12 | 40 | 79 | −39 | 8  |

## Allsvenska finalen
I allsvenskan hade Boden vunnit båda mötena med Färjestad, första matchen i Boden innan Färjestad bytt tränare och vänt sin formkurva uppåt. Nu visade Färjestad ett helt annat spel och vann alla tre matcherna enkelt och tog platsen till Elitserien. Boden gick vidare till Kvalserien (där man kom tvåa och inte gick upp).
Matcher
- Färjestads BK - Bodens IK 7–3 (1–1, 3–1, 3–1)
- Bodens IK - Färjestads BK 0–6 (0–2, 0–3, 0–1)
- Färjestads BK - Bodens IK 6–2 (4–0, 2–0, 0–2)